# Rekesvint
Rekesvint (lat. Reccesvinthus) je bio vizigotski kralj u Hispaniji u razdoblju od 649. do 672. godine. Vladao je zajedno sa svojim ocem Hindasvintom između 649. i 653., s kojim je stvorio Knjigu zakona (šp. Liber Iudiciorum) koja se još naziva i Rekesvintov kodeks i kojeg su poštovali i Hispanorimljani i Goti. Do tada su se jedni i drugi ravnali prema dva različita zakonika.

## Povijest
Vladao je od 649. godine zajedno sa svojim ocem, Hindasvintom, a zatim i samostalno između 653. i 672. godine. Vodio je prilično različitu politiku od politike svog oca, koja je bila blaža prema crkvi i plemstvu (što je riješilo probleme prouzrokovane represijom koju je provodio Hindasvint), a oštrija prema Židovima. Nakon pobune u Froyi, tražio je od biskupa odobrenje pomilovati stare pobunjenike, što je bilo zabranjeno rješenjima s ranijih sabora.
Također je postigao političko i društveno ujedinjenje kraljevstva kada je 654. godine objavio Knjigu zakona (lat. Liber Iudiciorum) ili Rekesvintov kodeks, u kojem su objedinjeni zakoni kojeg su poštovali i koji su se primjenjivali na sve podanike kraljevstva. Prema tradiciji, do tada su se na Vizigote primenjivali zakoni skupljeni 475. godine u Eurikovom kodeksu (lat. Codex Euricianus), a na Hispanorimljane Rimsko pravo, koji je 506. godine objedinio Alarik II. u Alarikovom brevijariju (lat. Breviarium Alaricianum).
Uspostavio je i zakone kojim se sprječava da se osobno bogatstvo kralja uvećava na račun države i naroda. Na Osmom Saboru u Toledu 653. godine uspostavljeno je sljedeće:
- Potreba razlikovanja kraljeva bogatstva naslijeđenog od svojih roditelja ili rođaka.
- Potreba razlikovanja onoga što je stakao svojim položajem. Ta bogatstva su bila vezana za prijestolje i mogla su prijeći samo na nasljednika na prijestolju, ali ne i na kraljeve osobne nasljednike.

S druge strane, na tom istom saboru, prigrabio je imanja koja su njegovi prethodnici zadobili ilegalnim putem i nije slušao biskupe koji su mu predlagali da ta imanja budu imovina krune, a ne kralja. Ovo je prouzročilo mnogo kontroverzi, pa su biskupi svoje neslaganje su izrazili u aktima sabora.
On je imao i vrhovnu zakonodavnu i izvršnu vlast. Od tada, pa na dalje, monarhija se rukovodila zakonskim normama i sva politička pitanja su se rješavala putem zakona.
Rekesvint je umro 672. godine u selu Gérticos blizu Valladolida. Na tom istom mjestu, protiv vlastite volje, proglašen je njegov nasljednik, Vamba, 21. rujna 672. godine. Od tada je Gértikos promijenio ime u Wamba koje i dan danas nosi. Neki izvori tvrde da je Rekesvint tamo i sshranjen, u sarkofagu koji se i danas tamo nalazi. Prema naredbi Alfonsa X. Mudrog, njegovi posmrtni ostatci su prebačeni u Toledo, u crkvu Santa Leocadia.